# Arthur Newton
Pour les articles homonymes, voir Newton.
Arthur Lewis Newton (né le 31 janvier 1883 à Upton et mort le 19 juillet 1950 à Worcester) est un athlète américain spécialiste du steeple long et du marathon. Il mesurait 1,60 m pour 51 kg et son club était le New York Athletic Club.

## Carrière
Il participe en 1928 à la première course à pied à travers les États-Unis, entre la côte ouest et la côte Est, la course transaméricaine.

## Palmarès
| Date | Compétition     | Lieu        | Résultat | Performance         |
| ---- | --------------- | ----------- | -------- | ------------------- |
| 1904 | Jeux olympiques | Saint-Louis | 1er      | 4 miles             |
| 1904 | Jeux olympiques | Saint-Louis | 3e       | Marathon            |
| 1904 | Jeux olympiques | Saint-Louis | 3e       | 3000 mètres steeple |